# Strunovec vodní
Strunovec vodní (Gordius aquaticus) je červ z kmene strunovců (Nematomorpha), zástupce rodu Gordius. Jde o první popsaný druh strunovce, jehož popis byl pod stále platným vědeckým jménem zveřejněn již v klíčovém 10. vydání Linného Systema naturae z roku 1758.

## Popis
Strunovec vodní je červ tenkého, strunovitého těla. Dosahuje délky okolo 10 cm v případě samic, samci mohou měřit až 25 cm. Zbarvení těla je světle až tmavě hnědé, špička předního konce těla je bílá, s tmavým lemováním okolo. Tělo kryje silná kutikula. Svrchní část kutikuly u strunovců běžně pokrývají výrůstky zvané areoly, ale u strunovců vodních je kutikula hladká. Vyjma velikosti lze samce od samic odlišit i přítomností rozeklané zádi, na níž lze pozorovat dva lalůčky, a poloměsíčitou postkloakální destičkou.

## Výskyt a ekologie
Strunovec vodní je hojný druh palearktické oblasti, je rozšířen skrze celou Evropu od Francie po Turecko a dále do mírného pásu Asie, směrem severně žije až po Finsko. V Česku se vyskytuje roztroušeně skrze celé území, především ve středních a vyšších polohách. Dá se očekávat, že strunovec vodní ve skutečnosti představuje komplex morfologicky podobných druhů.
Dospělí strunovci jsou vázáni na vodu; lze je objevit např. v různých drobných vodotečích, v klidných částech menších potoků, v kalužích či tůních. Larvy představují vnitřní parazity, resp. parazitoidy hmyzu, zvláště brouků. S jejich vývojem je spojen komplikovaný životní cyklus. S kopulujícími dospělci se lze setkat koncem léta nebo začátkem podzimu, samice následně klade několik set tisíc vajíček na dno vodního zdroje. Z vajíček se líhnou mikroskopické larvy, které infikují larvy vodního hmyzu, například pakomárů. V těle těchto paratenických hostitelů se následně opouzdří a čekají na jejich ulovení kýženým cílovým hostitelem (broukem), v němž proběhne zbytek vývojového cyklu. Dospělý strunovec opouští tělo hostitele skrze jeho břišní stěnu nebo vylučovací otvor.